# انقب (القبيطة)

تعديل مصدري - تعديل

انقب هي إحدى قرى عزلة اليوسفين بمديرية القبيطة التابعة لمحافظة لحج، بلغ تعداد سكانها 599 نسمة حسب تعداد اليمن لعام 2004.